# Fałd głosowy
Fałd głosowy, potocznie struna głosowa (łac. plica vocalis) – parzysty fałd znajdujący się na bocznych ścianach krtani, położony poniżej fałdu przedsionkowego. Fałdy głosowe składają się z mięśni i więzadeł głosowych, tkanki łącznej, naczyń krwionośnych oraz nerwów. Fałdy głosowe są pokryte nabłonkiem wielowarstwowym płaskim, a ich błona śluzowa zawiera gruczoły zwilżające fałdy głosowe.
Szpara głośni, znajdująca się pomiędzy fałdami głosowymi i stanowiąca najwęższą część krtani wraz z fałdami głosowymi tworzy głośnię. Fałdy głosowe posiadają właściwość zbliżania się i oddalania, co powoduje odpowiednio zwieranie i rozwieranie szpary głośni.